# 71-es busz (Tatabánya)
A tatabányai 71-es jelzésű autóbusz az Autóbusz-állomás és a Szanatórium között közlekedik. A vonalat a T-Busz Tatabányai Közlekedési Kft. üzemelteti.

## Története
A buszvonalat 2020. június 15-én indította el a T-Busz Kft. az Autóbusz-állomás és a Szanatórium között idényjárati jelleggel.

## Útvonala
| Szanatórium felé | Autóbusz-állomás felé |
| --- | --- |
| Autóbusz-állomás vá. – Jedlik Ányos utca – Ond vezér utca – Győri út – Huba vezér utca – Lehel tér – Töhötöm vezér utca – Győri út – Szanatórium utca – Szanatórium vá. | Szanatórium vá. – Szanatórium utca – Győri út – Ond vezér utca – Jedlik Ányos utca – Mozdony utca – Autóbusz-állomás vá. |

## Megállóhelyei
| 0 | Autóbusz-állomás végállomás | 9 | 1, 1G, 2, 5, 5P, 9, 10, 11, 15, 16, 26, 50, 55, 70 Helyközi buszok Távolsági járatok S10 G10 S12 IC, EC, EN, gyorsvonat, expresszvonat, |
| ∫ | Álmos vezér utca            | 8 | 9, 10, 70 |
| 3 | Ond vezér utca              | 6 | 2, 3, 3A, 3G, 9, 10, 16, 53, 53B |
| 5 | Lehel tér                   | 4 | 2, 3, 3A, 3G, 53, 53B |
| 6 | Töhötöm vezér utca          | 3 | 2, 3, 3A, 3G, 5P, 10, 11, 15, 53, 53B                                                                                                   |
| 9 | Szanatórium végállomás      | 0 | |